# 穆加耶尔
穆加伊尔（阿拉伯语：‎ ）是位於巴勒斯坦國拉马拉和比雷赫省的一个村庄，地處約旦河西岸地區拉姆安拉东北27公里以及納布盧斯东南34公里。根据巴勒斯坦中央統計局的数据，2017年该村的人口为2,872人。 